# 山萵苣素
山萵苣素（Lactucin）是一種帶苦味的物質，呈白色結晶狀固體，屬於倍半萜內酯類。它發現在某一些品種的生菜當中，可提煉製造成山萵苣膏，具有镇痛药和鎮靜劑特性。
它可以用作腺甘酸受體的受體素。

## 參看
- 山萵苣苦素（Lactucopicrin）
- 野萵苣苷（Cichoriin）